# 田谷廣明
田谷 廣明（たや ひろあき、1944年（昭和19年）12月27日 - ）は、投資家、経営コンサルタント。東京都出身の元大蔵官僚。二信組事件関連で、イ・アイ・イ・インターナショナルの高橋治則のプライベートジェットで香港旅行したことなどの過剰接待により辞任した。また主計官時代に整備新幹線着工問題に関して、昭和三大馬鹿査定発言を行い、物議を醸した。

## 来歴・人物
1944年、東京神田に生まれる。中学から東京学芸大学附属、一浪の後に東京大学文科一類に入学。国家公務員上級試験の成績は一位。司法試験も現役で合格。
主税局で課長補佐ののち、1978年～1983年まで主計局で公共事業や防衛の予算編成を担当する。その後1987年～1992年まで主計官として運輸、通産、公共事業の予算を担当し、主計局総務課長を務め、事務次官候補であった。
運輸・郵政担当主計官であったとき、大蔵原案の内示の記者説明の場で、整備新幹線着工問題に関して、「昭和の三大バカ査定、と言われるものがある。それは戦艦大和・武蔵、伊勢湾干拓、青函トンネルだ。整備新幹線着工を認めれば、その一つになる」という昭和三大馬鹿査定発言を行い、物議を醸した。
後にスキャンダルの物議となる“遊び好き”を小粥主計局長が嫌い、運輸・郵政担当の主計官から比較的傍流の外務・通産・経済協力担当の主計官に更迭されていた。
1995年3月9日発売の『週刊文春』に「イ・アイ・イ・グループ代表と専用ジェット機豪華香港旅行した大蔵官僚の名」という記事が掲載。また同日に開かれた衆議院予算委委員会での高橋治則（東京共同信用組合前理事長）の証人喚問において、日本共産党の正森成二の質問、「あなたは自家用専用飛行機で大蔵官僚と香港に行ったか。その名は田谷という名前ですね」に対して、高橋が「はい。ご一緒しました」と認めた。これを受け、大蔵大臣であった武村正義が本人から直接事情を聞き、本人が事実を認めた。3月13日に東京税関長を更迭、同じく高橋治則から料亭などで過剰な接待を受けていた中島義雄（当時、主計局次長）と共に訓告処分を受けた。その年の12月31日付けで辞職した。妻は、伊藤昌哉の娘。

## 年譜
- 1944年12月27日 - 東京都にて出生
- 1963年 - 東京学芸大学附属高等学校卒業
- 1968年 - 東京大学法学部卒業、大蔵省入省（大臣官房文書課に配属[3]）
- 1970年 - 大蔵省大臣官房調査企画課
- 1971年 - 通商産業省へ出向、重工業局電子政策課企画係長[13][注釈 4]
- 1973年7月 - 室蘭税務署長
- 1974年7月 - 大蔵省主税局税制第三課課長補佐（通則法規担当）心得[14]
- 1975年7月 - 大蔵省主税局総務課課長補佐（歳入担当）[15]
- 1977年7月 - 大蔵省主税局税制第一課課長補佐
- 1978年7月 - 大蔵省主計局主計官補佐（公共事業第二係主査）
- 1979年7月 - 大蔵省主計局法規課課長補佐
- 1980年7月 - 大蔵省主計局主計官補佐（防衛第一係主査）
- 1982年6月 - 大蔵省主計局主計官補佐（公共事業総括、第一係主査）
- 1983年6月 - 熊本県へ出向、企画開発部長
- 1985年7月 - 大蔵省主計局主計企画官（財政計画担当）[16]
- 1986年6月 - 大蔵省大臣官房企画官兼主税局税制一課
- 1987年6月 - 大蔵省大臣官房参事官兼主税局
- 1987年7月 - 大蔵省主計局主計官（運輸、郵政担当）
- 1989年7月 - 大蔵省主計局主計官（外務、通産、経済協力担当）
- 1991年7月 - 大蔵省主計局主計官（建設、公共事業総括、公共事業担当）
- 1992年6月26日 - 大蔵省主計局総務課長
- 1994年7月1日 - 東京税関長
- 1995年3月13日 - 官房付。その年の12月31日付で辞職